# 乡匪村霸
乡匪村霸，是指中国大陆农村地区的黑恶团伙，或为地方宗族势力，或为村干部。2015年6月19日，《人民日报》发表题为《农村基层贪腐与乡匪村霸中央看到了》，表明中央对农村乡匪村霸问题的重视。

## 犯罪手段
- 强占村干部职务

河北省定州市大辛庄镇泉邱二村的中年妇女孟玲芬以自己的儿子、女婿、外甥等亲属为骨干，再纠集一群社会闲散人员，在泉邱二村称霸，2015年1月通过不正当手段，当上了泉邱二村村委会主任，在村里敲诈勒索、殴打群众、骗取国家补助款、乱摊派集资。之后孟玲芳还安排多位亲戚担任村干部。
- 敲诈勒索村民

如邳州市赵墩镇更厅村曹台组的民兵营长惠二丰将自己承包的鱼塘填平，投资建设公共墓地。强迫曹台组村民将过世的亲人葬入他建的公墓，不葬公墓者则要交3000至5000元，不然不给开具死亡证明。除此以外，惠二丰还非法截留占有国家粮食补贴款、侵吞集体池塘承包款。
- 干扰城市建设

城市建设要征用农村土地时，乡匪村霸会组织村民通过强行阻止施工的方式来勒索钱财。或是通过阻挠中标公司开工等手段来强占项目。

## 知名村霸
- 華農兄弟